# Alabama (chanson)
Pour les articles homonymes, voir Alabama (homonymie).
 (janvier 2018).
Si vous disposez d'ouvrages ou d'articles de référence ou si vous connaissez des sites web de qualité traitant du thème abordé ici, merci de compléter l'article en donnant les références utiles à sa vérifiabilité et en les liant à la section « Notes et références ».
Pistes de Harvest
There's a World The Needle and the Damage Done
Alabama est une chanson de Neil Young tirée de son album Harvest sorti le 1er février 1972.
Elle est surtout connue pour la polémique engendrée par ses paroles, qui critiquent l'intolérance et le racisme (le Ku Klux Klan ayant pris la relève de la pratique de l'esclavage) qui régnaient encore dans l'État de l'Alabama. Le racisme dans le sud des États-Unis avait déjà été évoqué par Neil Young dans la chanson Southern Man (en) (dans l'album After the Gold Rush) sorti en août 1970.
En réponse à ces deux chansons, le groupe de rock Lynyrd Skynyrd a composé la chanson Sweet Home Alabama en 1974. Ses paroles, qui mentionnent explicitement le nom de Neil Young, font l'éloge de l'Alabama et lui soulignent que les gens du Sud n'ont pas de leçon à recevoir de lui : « Well, I hope Neil Young will remember / a Southern man don't need him around anyhow » (« Bien, j'espère que Neil Young se rappellera / qu'un homme du Sud n'a besoin de lui d'aucune façon »).

## Musiciens
- Neil Young : guitare électrique, chant
- Ben Keith : guitare pedal steel
- Jack Nitzsche : piano
- Tim Drummond : basse
- Kenny Buttrey : batterie
- David Crosby, Stephen Stills : chœurs